# В'язівець
В'я́зівець — річка Україні, в межах Лубенського та Оржицького районів Полтавської області. Ліва притока Сліпороду (басейн Дніпра).

## Опис
Довжина річки 22 км, площа басейну 72 км². Долина неширока. Річище слабо звивисте (у нижній течії більш звивисте), в багатьох місцях пересихає. Споруджено кілька ставків. 

## Розташування
В'язівець бере початок на схід від села Остапівки. Тече спершу на північний захід, біля села Березівки повертає на південь. Впадає до Сліпороду на південний схід від села Новоселівки. 
На березі В'язівця — смт Новооржицьке, с.Богодарівка